# 야브워노프스키궁

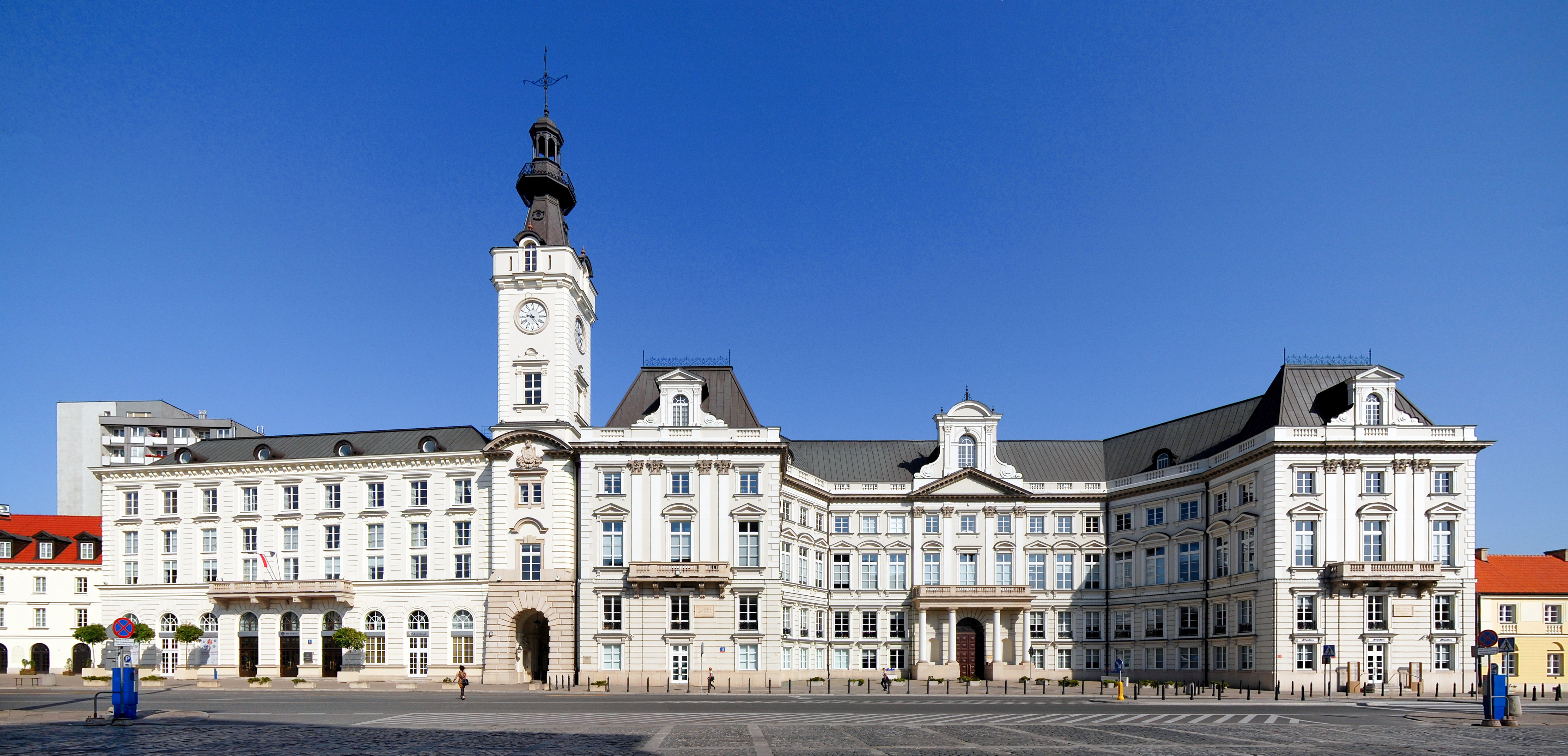
야브워노프스키궁

야브워노프스키궁(폴란드어: Pałac Jabłonowskich)은 폴란드 마조프셰주 바르샤바 시루드미에시치에 극장광장에 있는 궁전이다. 18세기에 지어졌으며 제2차 세계 대전 중에 파괴되었다가 1995년과 1997년 사이에 재건축되었다. 1819년부터 1944년까지 바르샤바 시청사로 사용되었다.